# Ишенов, Сагынбек
Сагынбе́к Ише́нов (кирг. Сагынбек Ишенов; 5 апреля 1934, Чуйский район, Киргизская ССР, ныне Кыргызстан — 27 июня 2024) — киргизский художник, режиссёр-аниматор. Народный артист Кыргызстана (1992).

## Биография
В 1955 году окончил Фрунзенское художественное училище, а в 1961 году — ВГИК. С этого же года — на киностудии «Киргизфильм».

В 1977 году возглавил группу художников-мультипликаторов, работавших на киностудии. Режиссёр первых киргизских мультипликационных картин.
Умер 27 июня 2024 года в возрасте 90 лет.

## Фильмография

### Художник-постановщик
- 1963 — Улица космонавтов
- 1965 — Самая послушная
- 1966 — Небо нашего детства
- 1971 — Поклонись огню
- 1972 — Сюда прилетают лебеди
- 1975 — Улыбка на камне
- 1976 — Сыпайчи (ТВ)

### Режиссёр
- 1977 — Цифры спорят
- 1978 — Олокон
- 1979 — Старик Меке и чёрный великан
- 1980 — Два зайчонка
- 1982 — Портрет
- 1983 — Толубай — знаток скакунов
- 1988 — Акын Алыкул Осмонов (Поэт)
- 1990 — Беркутчи (док. ф.)
- 1991 — Сокольник (док. ф.)

## Награды
- 1974 — Заслуженный деятель искусств Киргизской ССР
- 1985 — Диплом Международного кинофестиваля в г. Аннеси (Франция) («Толубай — знаток скакунов»)
- 1990 — Лауреат премии имени Алыкула Осмонова
- 1992 — Народный артист Кыргызстана
- 2015 — Национальная кинопремия «Ак Илбирс» (За выдающийся вклад в национальный кинематограф)